# Albert de Saxa
Albert de Saxonia (în latină: Albertus de Saxonia, Albertus Parvus), cunoscut și ca Albert din Helmstadt sau Albert von Rickmersdorf, (n. 1316, Velpke – d. 8 iulie 1390, Helmstadt) a fost un filozof german, reprezentant al scolasticii medievale, cunoscut pentru contribuțiile din domeniul logicii și fizicii. Este considerat unul din precursorii concepției identității dintre legile mecanicii terestre cu acela al mecanicii cerești. A fost un adept al teoriei impetuosului și a susținut că un corp lăsat să cadă liber spre centrul Pămîntului nu s-ar opri în acest punct-locul său natural după doctrina aristoteliană-ci, din cauza impetuosului său, ar depăși acest centru și ar reveni, executând o serie de oscilații până la epuizarea acestui impetum. Datorită acestei teze ale sale, el este considerat primul savant care a intuit existența impulsului și cea a inerției corpurilor.
Începând cu 1366 până la sfârșitul vieții, a fost episcop de Halberstadt.
De asemenea, a fost primul rector al Universității din Viena.

## Contribuții
Albert de Saxonia a formulat paradoxurile care îi poartă numele.
A revizuit unele teze ale fizicii peripatetice și a studiat căderea liberă a corpurilor.
A ajuns la concluzia că este posibil să se construiască cu rigla și compasul un pătrat de arie cu a unui cerc dat.

## Scrieri

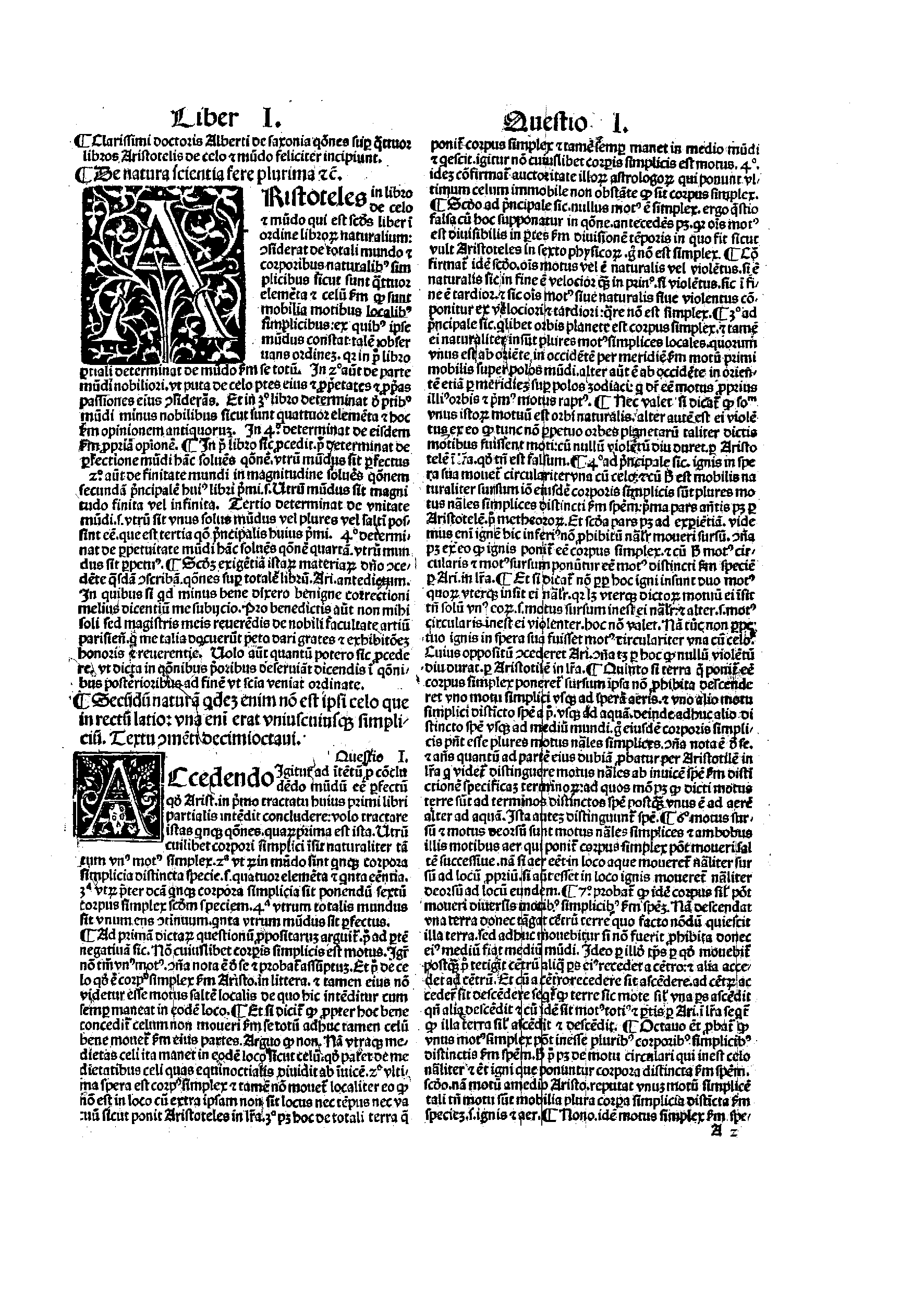
Questiones subtilissime in libros de caelo et mundo, 1492

Albert de Saxonia a scris numeroase lucrări științifice și filozofice, dintre care:
- Tractatus de proportionibus
- Tractatus de quadratura circuli.

1. 1 2  MacTutor History of Mathematics archive, accesat în 22 august 2017
2. ↑  „Albert de Saxonia”, Gemeinsame Normdatei, accesat în 17 octombrie 2015
3. ↑  „Albert de Saxonia”, Gemeinsame Normdatei, accesat în 30 decembrie 2014
4. ↑  Catholic-Hierarchy.org, accesat în 20 octombrie 2020
5. 1 2 3  Stanford Encyclopedia of Phylosophy